# Control de la ira

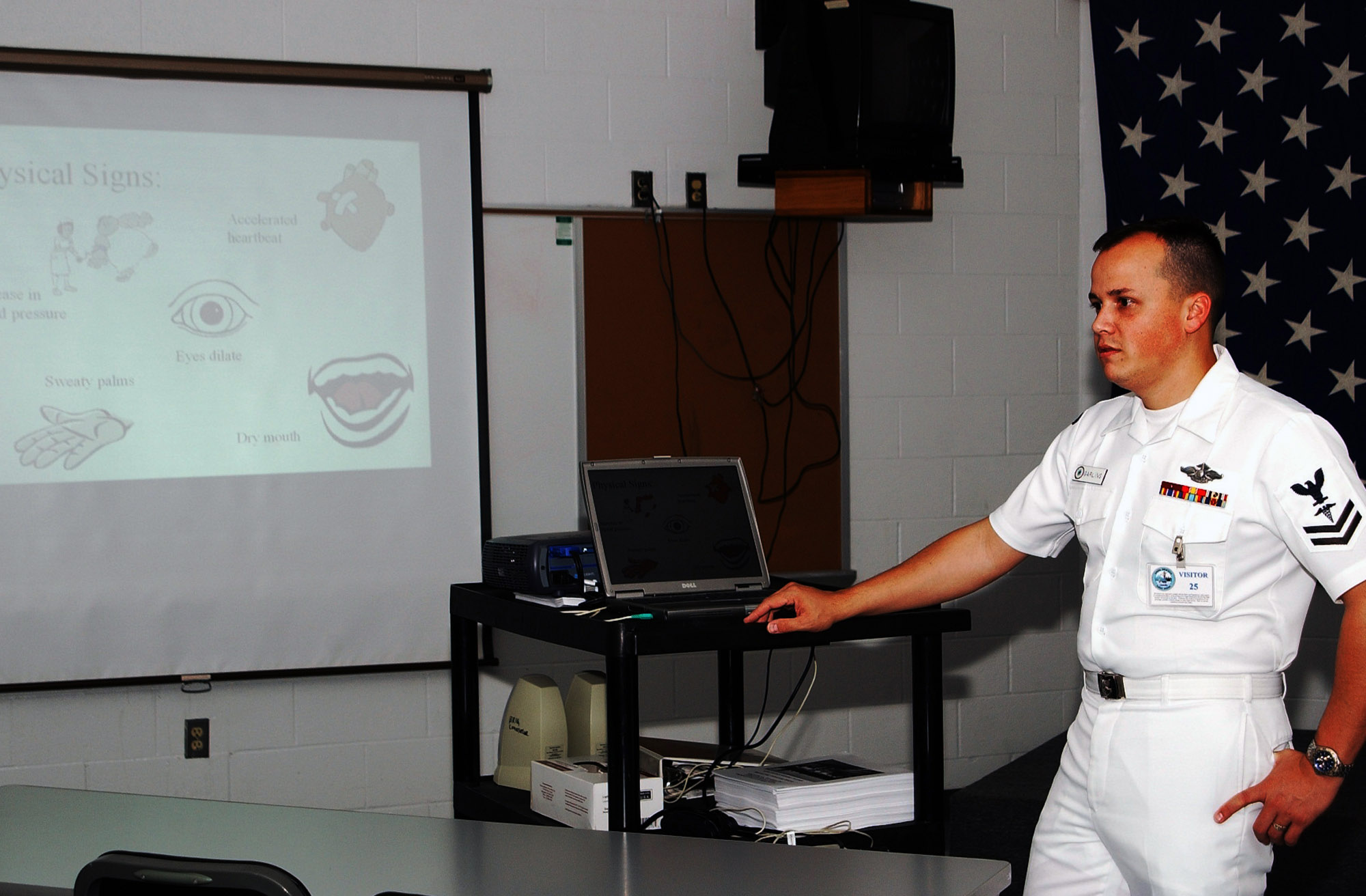
Un curso de control de la ira

El control de la ira, manejo de la ira o gestión de la ira (en inglés anger management) es un programa psicoterapéutico para enseñar a las personas a que su ira no se desborde. Se ha descrito como un despliegue exitoso de la ira.
La ira, enfado, enojo, rabia, furia o cólera suele ser el resultado de la frustración o de que el sujeto se sienta bloqueado o apartado en algo que considera importante. También puede ser una respuesta defensiva al miedo subyacente o a sentimientos de vulnerabilidad o impotencia. Los programas de control de la ira consideran que esta emoción es causada por una razón identificable que puede analizarse y abordarse lógicamente.

## Descripción general
El objetivo ideal del manejo de la iraes controlar y regular la ira para evitar consecuencias negativas de su expresión. La ira es una emoción que impulsa a la persona que la siente a actuar.: 4  Esta acción impulsada por la ira puede no ser la más conveniente y ocasionar daños o perjuicios a la persona airada o a otras. Algunas personas pueden no controlar bien su ira debido a una carencia de habilidades de autocontrol interpersonales y sociales.: 5  Las investigaciones sobre el afecto y la autorregulación muestran que esto ocurre porque los estados emocionales negativos a menudo perjudican el control de los impulsos.
Estas personas pueden entrenarse para responder a su ira como algo no deseado y desagradable en lugar de seguir sus dictados.: 5  Hacer la vista gorda y perdonar son herramientas para apaciguar la ira.: 5  Dormir lo suficiente, hacer ejercicio y una buena alimentación son comportamientos que pueden ayudar a prevenir la ira descontrolada.: 6  Los profesionales que tratan con quienes tienen problemas para controlar la ira incluyen terapeutas ocupacionales, psicoterapeutas, consejeros sobre drogas y alcohol, trabajadores sociales, psicólogos y psiquiatras.

## Historia
Los efectos negativos de la ira se han observado a lo largo de la historia. Filósofos antiguos, hombres piadosos y psicólogos modernos han ofrecido consejos para contrarrestar la ira aparentemente incontrolable. En de Ira Séneca el Joven (4 a. C. – 65 d. C.) recomendó prevenir situaciones de confrontación, tomar perspectiva y no incitar a la ira a personas propensas.Otros filósofos se hicieron eco de Séneca y el médico Galeno recomendó a estas personas buscar un mentor que las ayudara a reducir la ira.
En la Edad Media, el pueblo serviría como ejemplo, a la vez, de autocontrol y mediador en disputas inducidas por la ira.En las hagiografías abundan los ejemplos de un santo que intercede por la gente común ante la ira de los gobernantes locales. 
En los tiempos modernos, el concepto de controlar la ira se ha traducido en programas de gestión de la ira basados en investigaciones de psicólogos. Las intervenciones de manejo de la ira basadas en psicoterapia clásica se originaron en la década de 1970. El éxito en el tratamiento de la ansiedad con intervenciones de terapia cognitivo-conductual (TCC) desarrolladas por Meichebaum inspiró a Novaco para modificar el entrenamiento de exposición al estrés (que se usa en profesionales como bomberos o policías) con la finalidad de que fuera adecuado para el manejo de la ira. 
El estrés y la ira son lo suficientemente similares para estoː son causados por estímulos externos, mediados por un procesamiento interno y expresados en formas adaptativas o desadaptativas. Meichebaum, y más tarde Novaco, utilizaron cada aspecto de experimentar la emoción relevante como una oportunidad para mejorar el bienestar general del paciente.

## Causas potenciales para el desarrollo de problemas

### Causas médicas
La adicción a las drogas, el alcoholismo, una discapacidad mental, los cambios bioquímicos y el trastorno por estrés postraumático pueden conducir a que una persona, presa de la ira, agreda a otra, verbal o físicamente. No tener suficientes habilidades sobre cómo manejarse ante una agresión puede conducir a resultados muy indeseables. Estos factores generalmente se asocian con una mayor probabilidad de enojo, pero existen otros factores menos conocidos que pueden llevar a que las personas actúen de manera negativa. 
La ira y la frustración prolongadas o intensas contribuyen a afecciones físicas como dolores de cabeza, problemas digestivos, presión arterial alta y enfermedades cardiovasculares. Los problemas para lidiar con los sentimientos de ira pueden estar relacionados con trastornos psicológicos como la ansiedad o la depresión. Los arrebatos de ira pueden ser una forma de intentar afrontar la infelicidad o la depresión.
Migrañas: la migraña frecuente puede estar relacionada con niveles de agresión y la necesidad de controlar la ira. Un estudio de 2013 examinó las migrañas y su asociación con problemas de ira en niños pequeños (11,2 años de edad media). Los pacientes del estudio se dividieron en la baja frecuencia de ataques (FA) de migraña, FA intermedia, alta FA y migraña crónica. La tendencia de un participante a inhibir su ira y no arremeter se halló más en niños con mayor FA. Los niños con baja frecuencia de ataques de migraña tenían mayor probabilidad de comportamientos airados.

### Causas psicológicas
Los factores psicológicos como el estrés, el abuso, las malas situaciones sociales o familiares y la pobreza pueden estar relacionados con problemas de ira. Sin un manejo adecuado de la ira, las personas pueden ser más propensas a la violencia. También pueden tener mayores niveles de estrés, lo que puede causar tanto síntomas físicos como mentales si no se atiende lo antes posible. Afortunadamente, existen muchos métodos diferentes de tratamiento que pueden ayudar a controlar la ira.

### Trauma
Las personas traumatizadas presentan mayores niveles de ira. La ira no se asocia con la agresión en todos los individuos con síntomas de trastorno de estrés postraumático. El trauma sexual (generalmente violación o abuso sexual) se correlaciona particularmente con la ira, así como el trauma en la infancia, ya que la mayoría de las veces la persona no sabía lo que estaba pasando o no tenía ningún control sobre ello. Es importante que la persona reconozca que tiene un trauma y su causa, en lugar de desatenderlo y que sus síntomas empeoren.

## Tipos de tratamiento
Algunas técnicas eficaces para el control de la ira incluyen técnicas de relajación, ejercicios de respiración monitorizados, reestructuración cognitiva e imágenes mentales (por ejemplo, imágenes curativas de Stosny),resolución de problemas, mejora de habilidades de comunicación y habilidades sociales.  A continuación se presentan tipos específicos de tratamiento para el control de la ira respaldados por estudios empíricos. Varios de los estudios examinados utilizaron el autoinforme (se preguntaba los pacientes si pensaban que el tratamiento había sido eficaz), que algunos psicólogos consideran que proporciona resultados cuestionables. Las personas no quieren que los demás las consideren airadas, por lo que podrían dar respuestas insinceras para ajustarse a cómo desean ser percibidas.

### Programa de prevención y mejora de las relaciones
El Programa de Prevención y Mejora de las Relaciones (PREP) se utilizó en un estudio realizado con familias de la Fuerza Aérea estadounidense. Las familias fueron asignadas a un formato tradicional de grupo de varias parejas o a una versión en que la pareja se autoinstruía con un libro. El estudio se centraba en la satisfacción con la relación de pareja y en las habilidades de manejo de la ira. En el formato tradicional se observó un efecto principal significativo en el tiempo relacionado con la satisfacción con la relación de pareja y con las habilidades de manejo de la ira. En la versión con libro los resultados fueron menos positivos.
Mejorar las habilidades de manejo de la ira de una pareja puede ser un paso vital para garantizar que no haya brotes violentos a lo largo de la relación.

### Terapia cognitivo-conductual
El uso de terapias cognitivo-conductuales (TCC) es frecuente en el control de la ira. Al intentar que los pacientes se abran a sus emociones y sentimientos y al ser animados a realizar una tarea específica (en este caso, controlar la ira), una persona está motivada cognitivamente para utilizar habilidades positivas en su comportamiento.
Los estudios muestran que el uso de una combinación de TCC y otras terapias aumentó el uso eficaz de las técnicas de manejo de la ira y que los pacientes también sintieron que la controlaban más. Cambios personales de este tipo pueden conducir a menos agresión y menos actos violentos. El uso de la terapia lúdica también resulta eficaz para abordar los problemas de ira entre los niños.

### Mentalización positiva y desarrollo personal
Este tipo de tratamiento se usa habitualmente en las escuelas primarias para los estudiantes que sufren arrebatos de ira. Quienes han investigado el motivo del enfado de estos alumnos han descubierto que una razón común podría ser la incapacidad de adaptarse socialmente. Los estudiantes seleccionados para este estudio recibieron una sesión diaria de una hora durante una semana de clases. Los investigadores del programa mentalización educaron a los niños a través de terapia grupal en psicología positiva y trataron de realizar actividades que los pusieran de buen humor mientras interactuaban. Al final de la semana, la investigación mostró que existía una correlación negativa entre la ira y la adaptación social. Este proceso redujo los niveles de ira de los estudiantes que presentaban déficits de adaptación social.
El uso del desarrollo personal condujo a una mejor visión de sí mismos y a mayor autoestima. Se ha demostrado que la agresión es el resultado de una baja autoestima, así como de pensar que quienes nos rodean no nos apoyan ni les preocupamos, por lo que el desarrollo personal resulta fundamental para ayudar a cambiar la autopercepción de una persona.

### Diarios de ira
Comprender las propias emociones puede ser clave para aprender a lidiar con la ira. Los niños que escribieron sus emociones negativas en un "diario de ira" terminaron comprendiendo mejor sus emociones, lo que a su vez llevó a menos agresiones. Cuando se trata de manejar sus sentimientos, los niños muestran mayor capacidad de aprender al ver ejemplos directos de situaciones que los enojaron. Al ver las razones por las que se enfadaron, en el futuro pueden intentar evitar esas situaciones o estar preparados para el sentimiento que experimentarán si terminan haciendo algo que normalmente les provoca rabia.
También podría resultar beneficioso simplemente registrar los episodios de ira. Los estudiantes de secundaria con trastornos emocionales que completaron regularmente estos "registros de ira" mostraron una mejora pronunciada en el manejo de su cólera. Según Keller, Bry y Salvador, quienes rellenaron registros de ira «se observó que mostraban mayor comportamiento prosocial hacia sus profesores y menor tendencia a exhibir conductas negativas hacia sus compañeros».
Reflexionar por escrito sobre los propio sentimientos de ira puede considerarse una Intervención Cognitivo Conductual (ICC) o una estrategia para combatir los pensamientos negativos.

### Otros planteamientos basados en la evidencia
Las intervenciones para el control de la ira se basan en técnicas cognitivo-conductuales (TCC) y siguen un proceso en 3 pasos.
En primer lugar, el paciente aprende a identificar situaciones que pueden desencadenar su ira. Una situación que provoca ira a menudo se denomina "señal de ira".Si se evita el desencadenante, el individuo no sólo podrá evitar arrebatos indeseados, sino también conflictos internos. A menudo la ira se produce a través de pensamientos automáticos y creencias irracionales, lo que plantea problemas para el tratamiento, porque el paciente puede responder demasiado rápido para cambiar el pensamiento o el comportamiento. Wright, Day y Howells se refirieron a este fenómeno como el «secuestro del sistema cognitivo por el sistema emocional».
En segundo lugar, se enseñan técnicas de relajación como respuestas apropiadas a esas situaciones que desencadenan la ira. Las técnicas comunes incluyen regular la respiración y alejarse físicamente de la situación. 
En tercer lugar, se utiliza el juego de roles para practicar la aplicación de las técnicas aprendidas. El resultado de estas prácticas es una respuesta automática de técnicas beneficiosas aprendidas. Las modificaciones de cada una de estas 3 etapas dan como resultado programas distintos. Además, diferentes campos de la psicología cambiarán aspectos del proceso de 3 pasos anterior, que se basa principalmente en la terapia cognitivo-conductual. Las terapias grupales, familiares y de relajación amplían la gama de programas de gestión de la ira existentes.
La terapia de relajación puede reducir la cognición y las motivaciones para actuar. A través de la relajación, los pacientes adquieren habilidades para afrontar su ira. Esta terapia aborda diversos aspectos de la ira, como los fisiológicos, cognitivos, conductuales y sociales. Estos aspectos combinados son los que hacen de la relajación un tratamiento eficaz para la ira.
La atención plena (mindfulness) intenta enseñar a aceptar las sensaciones y emociones corporales. Esta práctica tiene su origen en las tradiciones espirituales orientales que se ejercitan a través de la meditación. Descansa sobre 2 pilares: autorregulación y orientación hacia el momento presente. La clave de esta técnica es experimentar el momento actual sin juzgar. Quienes la practican se hacen plenamente conscientes de su respiración, de cómo se sientan y de cómo caminan durante las meditaciones. El objetivo es que comprendan que sus pensamientos de ira son meros pensamientos y no una realidad. 
La atención plena también es una técnica utilizada en el enfoque de relajación porque detiene la excitación fisiológica. Un ejemplo de esto es la "meditación en las plantas de los pies", que se ha demostrado que ayuda a las personas con discapacidad intelectual leve a disminuir el comportamiento agresivo al concentrarse conscientemente en las plantas de los pies.  
La Terapia racional emotiva conductual explica la ira a través de las creencias y emociones del paciente, en lugar de a través del evento en sí. La clave consiste en que los pacientes interpreten los eventos de manera racional para evitar pensamientos irracionales que conduzcan a la ira. 
La técnica de reacción retardada supone que los pacientes intentan descubrir qué los enoja antes de actuar llevados por este enfado. Esto les permite tener tiempo para cambiar lo que los enoja y aumentar el período antes de responder, lo que induce a pensar más racionalmente. Además, también se anima a los pacientes a evitar demandas que vivan como excesivas, o a intentar reformularlas. Las investigaciones están comenzando a demostrar que cuanto más entienden las personas qué es el control de la ira y cómo puede ayudarlas individualmente y en sus relaciones con la gente, menos probables son las agresiones.
Los índices de éxito de los programas contra la ira pueden ser difíciles de estimar porque la ira excesiva no es un trastorno reconocido en el Manual diagnóstico y estadístico de los trastornos mentales. Los profesionales de la salud mental emplean este manual como referencia. Algunas investigaciones comparan diferentes tratamientos para la ira, pero también describen dificultades metodológicas para cotejarlos con precisión. La mejor práctica para el tratamiento de la ira es utilizar múltiples técnicas en lugar de una sola.El enfoque de relajación tuvo la mayor tasa de éxito como tratamiento independiente.
La eficacia de las terapias de manejo de la ira basadas en la terapia cognitivo-conductual ha sido evaluada mediante varios metanálisis. En uno de ellos, de 1998, con 50 estudios y 1 640 individuos, se utilizaron medidas de ira y agresión para comparar el grupo de control (sin tratamiento) con los grupos donde se realizaron intervenciones. Se encontró un efecto significativo para el manejo de la ira, con un 67 % de posibilidades de mejora para las personas a las que se les enseñó a gestionar su ira en comparación con las personas sin la terapia. Además, un metanálisis de 2009 comparó tratamientos psicológicos para la ira en 96 estudios. Después de una media de 8 sesiones, se produjo una mejora significativa en la reducción de la ira.
En general, es probable que si una persona completa un curso de manejo de la ira, su comportamiento cambie positiva y duraderamente. Las intervenciones exitosas pueden resultar no sólo en una reducción de la manifestación externa de agresión, sino también en una disminución del nivel interno de ira.

### Medicación
Como la ira, en la mayor parte de los casos, responde exitosamente a abordajes únicamente psicológicos, el tratamiento con medicamentos es una posibilidad secundaria. Sin embargo, si un psiquiatra sospecha que la ira de un paciente puede deberse a causas más físicas, existe la posibilidad de recetarle ciertos medicamentos psicotrópicos para complementar la intervención de psicoterapia. Estos medicamentos incluyen antidepresivos, antipsicóticos, anticonvulsivos y betabloqueantes. Estos medicamentos no atacan directamente la ira, pero tienen un efecto calmante que puede ayudar a controlarla, así como los sentimientos negativos.
Los antidepresivos pueden desempeñar un papel particular cuando la ira es una manifestación de depresión. Los ataques de ira se encuentran en el 40 % de las personas con trastorno depresivo mayor, por lo que entre el 64 y el 71 % de los casos responden a un inhibidor selectivo de la recaptación de serotonina (ISRS, un tipo de medicamento antidepresivo) como la fluoxetina (vendida bajo la marca Prozac).
Las raíces de valeriana, las hebras de azafrán o la tila son ejemplos de suplementos herbales que supuestamente ayudan a reducir el estrés y promueven sentimientos de calma. La pasiflora y la manzanilla generalmente se consumen como infusiones para mejorar el estado de ánimo, al reducir la ansiedad.

## Poblaciones afectadas

### Adultos
Una motivación de las personas que sufren ataques de ira para aprender a controlarla puede ser su carrera profesional. Como herramienta tanto preventiva como correctiva, la gestión de la ira puede ayudar a las personas a afrontar aspectos estresantes de su trabajo. Una de esas situaciones es la de los cuidadores de personas con trastorno mental. El estrés diario combinado con un progreso lento o nulo de las personas a las que cuidan puede crear un alto nivel de frustración. Se ha desarrollado capacitación en habilidades para cuidadores de familiares con demencia para ayudar a afrontar estos sentimientos de frustración de manera positiva.
El manejo de la ira también es beneficioso en la aplicación de la ley. El papel de los agentes de policía es proteger a los civiles; sin embargo, pueden desarrollarse conflictos entre la policía y el público en general. El objetivo del control de la ira sería paliar que sucesos como la brutalidad policial afecten negativamente la relación entre las fuerzas del orden y los ciudadanos. Los programas de gestión de la ira diseñados con este objetivo se centrarían en la resolución de conflictos e incluirían escenarios específicos de aplicación de la ley. Novaco percibió esta necesidad y diseñó una intervención para el control de la ira basada en la terapia cognitivo-conductual, lo que resultó en un programa de capacitación especializada para las fuerzas del orden.
Las parejas que se encuentran al borde de la disolución de su vínculo necesitan entender qué hacer ante la violencia de pareja, y cuantos más conocimientos tengan los individuos sobre cómo manejar su ira, mejor preparados estarán cuando se enfrenten a un problema con otra persona. El control de la ira está entre las materias impartidas en los cursos de rehabilitación de maltratadores.

### Niños y adolescentes
La capacidad de los niños pequeños para comprender sus emociones y cómo reaccionar en determinadas situaciones puede aumentar en gran medida sus posibilidades de expresarse de manera adecuada. Un estudio de 2010 del Journal of Applied School Psychology analizó a 4 niños de cuarto grado que participaron en diferentes actividades con el psicólogo de la escuela, que iban desde cómo lidiar con las emociones hasta practicar estrategias para reducir la ira. Encontraron una correlación positiva entre participar en estas reuniones y expresar menos ira en multitud de lugares (escuela, hogar, etc.).
Se han modificado los programas de manejo de la ira con base cognitivo-conductual (TCC) para adaptarse a niños y adolescentes. Hay 3 tipos comunes de TCC dirigidas a los jóvenes. Primero, el desarrollo de habilidades para la vida (comunicación, empatía, asertividad, etc.) utiliza modelos para enseñar reacciones apropiadas ante la ira. En segundo lugar, la educación eficaz se centra en identificar los sentimientos de ira y relajación. Finalmente, la resolución de problemas transmite una visión de causa y efecto de las situaciones como una alternativa a la ira. Se puede utilizar una amplia gama de métodos para transmitir estos 3 componentes, siendo factores importantes en la elección del método la edad y la intensidad de la ira expresada. 
Para los niños más pequeños, la participación se puede aumentar presentando el control de la ira en un formato más divertido, con juegos y actividades educativos. Para los adolescentes, la terapia de grupo puede ser una forma eficaz, dada la semejanza con su entorno habitual. La gravedad de los problemas de ira expresados a menudo se relaciona con la intensidad del programa de control de la ira que se prescriba. Unos pocos estallidos violentos en un aula podrían resultar en varias sesiones con el consejero de la escuela. Sin embargo, un brote de vandalismo juvenil podría dar lugar a sesiones de manejo de la ira ordenadas por el tribunal de un correccional.
La eficacia del manejo de la ira se ha estudiado en niños y adolescentes con el fin de evaluar los programas existentes y diseñar otros mejores. En un metanálisis de 40 estudios, se halló un tamaño del efecto general de 0,67 para el tratamiento de manejo de la ira con terapia cognitivo-conductual, lo que sugiere que los programas de control de la ira ayudan a abordar los niveles problemáticos de esta emoción. El desarrollo de habilidades (0,79) y la resolución de problemas (0,67) mostraron un impacto mayor que la educación afectiva (0,36). Se creía que esto se debía a que los aspectos conductuales se impartían a los niños más fácilmente que los cognitivos. El verdadero valor de las intervenciones tempranas dirigidas a los jóvenes es su carácter preventivo. Frenar los comportamientos negativos en la juventud podría enseñar a dominarlos en la adultez.

### Personas con discapacidad intelectual
Las personas con algunas discapacidades intelectuales pueden tener problemas para controlar su ira.
 Los cuidadores de estas personas que se enfrentan a una agresión de ellas, a menudo emplean una combinación de 4 estrategias: 
1. Estrategias reactivas: intente minimizar el impacto del comportamiento abiertamente agresivo mediante el uso de protocolos establecidos. Por ejemplo, aislar al paciente tras un arrebato de violencia.
2. Intervenciones ecológicas: intente reducir el nivel de agresión cambiando una variable del entorno para lograr un efecto más calmante. Por ejemplo, reducir el ruido ambiental para disminuir la irritación.
3. Manejo de contingencias: se centra en modificar el comportamiento mediante una combinación de refuerzo y castigo. Por ejemplo, usar una economía simbólica para hacer cumplir reglas relativas al comportamiento.
4. Programación positiva: enseña habilidades de reacción positiva como alternativa a la agresión. Por ejemplo, control de la ira con terapia cognitivo-conductual.

La necesidad de controlar la ira también es evidente en situaciones en las que a personas con discapacidad intelectual se les prescriben medicamentos psicotrópicos como resultado de un comportamiento agresivo o autolesivo. El medicamento actúa como restricción química, pero no modifica la causa subyacente del comportamiento. La sedación se utiliza más bien como medida de emergencia, y la formación en habilidades, como solución a largo plazo para disminuir el número de incidentes violentos. En un metanálisis que revisó 80 estudios, se encontró que las intervenciones basadas en el comportamiento eran generalmente eficaces para modificarlo.Además, se descubrió que era eficaz la terapia cognitivo-conductual administrada por terapeutas no profesionales.
La mayoría de la población podría no asociar con problemas de ira a las personas con discapacidad intelectual, pero las investigaciones muestran que más de la mitad de la población estadounidense con discapacidad intelectual actúa violenta y agresivamente con cierta regularidad. Las personas con dificultades en el aprendizaje (algunos problemas de aprendizaje se consideran discapacidad intelectual y otros no; asimismo, algunas discapacidades intelectuales pueden provocar problemas de aprendizaje y otras no) tienden a expresar enojo y agresión incluso hacia quienes las ayudan a diario. Los adultos con discapacidad intelectual corren un alto riesgo de actuar de forma agresiva y ser enviados a clínicas debido a sus acciones.
La "teoría de la mente" afirma que las personas con problemas de control de su ira tienden a ser mentalmente inestables y no son capaces de internalizar ninguna culpa por sus acciones. Una de las principales razones de los arrebatos de ira es externalizar la culpa por la frustración que experimenta el sujeto y satisfacer el rápido impulso de arremeter. Estas personas necesitan comprender mejor lo que significan sus acciones y aceptar que culparse a sí mismas por los problemas a veces puede ser lo correcto.

### Delincuentes violentos
Un estudio halló que los delincuentes que se encontraban en hospitales de alta seguridad y que pasaron por un programa de capacitación de 20 clases hicieron constar resultados positivos en sus autoinformes. Estos resultados mostraron una disminución de la agresión y una falta de respuesta cuando estaban enfadados. Sin embargo, debían tenerse en cuenta 2 cosas; el entorno hospitalario (muy distinto de un entorno social habitual) y que los investigadores no querían provocar mucho enfado en los pacientes, dada su inestabilidad.
En un metanálisis de estudios realizados entre 1979 y 2010, los niños en edad escolar con personalidades agresivas recibieron distintos cursos de manejo de la ira. En general, los resultados fueron ligeramente positivos (menos agresión). Los cursos tenían como objetivo reducir las emociones negativas en los niños y mejorar su autocontrol. Si bien no se pueden sacar conclusiones generales, los investigadores afirman que los niños que siguen cursos de control de la ira están más preparados para combatir su ira internamente y son menos propensos a dejarse llevar por ella.

### Abusadores de sustancias
No existe información estadística que demuestre que las personas con abuso de sustancias también tengan altas tasas de acciones agresivas. Sin embargo, los investigadores creen que este es un grupo de personas que deberían estudiarse debido a su cuestionable toma de decisiones y su salud mental típicamente inestable (hay 2 hechos agravantesː algunos trastornos mentales predisponen al abuso de sustancias, y el abuso de sustancias agrava los trastornos mentales existentes y causa otros). Los consumidores de sustancias podrían beneficiarse del manejo de la ira para prevenir una posible agresión.

### Individuos con trastorno de estrés postraumático (TEPT)
Este grupo puede beneficiarse de una terapia cognitivo-conductual (TCC) ampliada que se ocupe de cuestiones de manejo de la ira. Un estudio realizado con 86 veteranos de guerra encontró que, durante las 12 sesiones de formación, los rasgos de ira y su expresión disminuyeron ligeramente. Las investigaciones también indican que sus rasgos de personalidad antisocial (que ya poseían antes de entrar en combate) pueden dejarlos atrás en la sociedad cuando regresan del frente, por lo que encontrar los cursos adecuados para el manejo de la ira es de vital importancia. No hubo hallazgos lo suficientemente significativos en este estudio como para recomendar claramente a los veteranos con estrés postraumático que utilicen cursos de manejo de la ira tipo TCC.

### Personas con lesiones cerebrales traumáticas
Algunas personas con una lesión cerebral traumática (TBI por sus siglas en inglés) pueden mostrar acciones impulsivas, agresivas y peligrosas. Un estudio en la revista Brain Injury demostró que una forma de prevenir tales acciones es un tratamiento comunitario de personas con TBI. Los resultados indicaron que la necesidad de atacar disminuyó después del programa de 12 semanas, y una serie de pruebas posteriores al tratamiento mostraron una disminución en la frecuencia de acciones airadas autoinformadas. Otros resultados específicos incluyeron: disminuciones significativas en la frecuencia de experimentar sentimientos de ira y la frecuencia de expresión externa de ira, así como aumentos significativos en la frecuencia de controlar los sentimientos de ira.

## Pensadores que se han ocupado del control de la ira

### Séneca
Una de las primeras personas en estudiar la ira y su control fue el filósofo romano Séneca. Trabajó sobre la ira durante su vida, c. 4 a. C. - 65 d. C., y a partir de sus experiencias y observaciones, dio consejos para controlarla. Podría ser considerado el precursor del manejo de la ira. Séneca destacó la importancia de cómo evitar enfadarse, dejar de estarlo y lidiar con la ira de otras personas. Antes que él, Atenodoro Cananitas (74 a. C. - 7 d. C.) aconsejó a Octavio que recitara el alfabeto antes de actuar con ira.
Otro teórico que vino después de Séneca fue Galeno, un médico y filósofo de la época romana, que se basó en el trabajo de Séneca para formular nuevas ideas sobre el manejo de la ira. Galeno destaca la importancia de un mentor que ayude a lidiar con el exceso de ira.

### Peter Stearns
Sir Peter Stearns jugó un papel importante en la investigación de las diferencias en la ira entre géneros. Stearns concluyó que existen similitudes entre hombres y mujeres. A June Crawford se le ocurrió una idea opuesta sobre cómo los dos sexos gestionan la ira. Su investigación concluyó que varones y féminas manejan la ira de diferentes maneras.

### Raymond Novaco
Los trabajos de Raymond Novaco en la década de 1970 han contribuido a muchas de las ideas recientes sobre el control de la ira. Estas ideas han llevado a la implementación de diferentes programas con esta finalidad. Novaco resaltó la importancia de observar las situaciones que llevaron al enfado, para así controlarlo. Afirmó que la ira es una respuesta emocional a situaciones, y que se presenta en 3 modalidadesː cognitiva, somático-afectiva y conductual. Después de descubrir el enojo, debe haber discusión y autoexamen para aliviarlo. Se pensó que este proceso ayudaría al paciente a identificar las situaciones que le producen ira y a manejarla dependiendo del paso en el que se produzca la ira. El paciente es capaz de utilizar diferentes habilidades de relajación para reducir su ira antes de que avance.

## Beneficios
Los beneficios de entrar en un programa de control de la ira se plasman en una reducción de esta emoción y los arrebatos violentos que causa. Pueden mejorar las relaciones personales que se habían visto tensionadas por un alto nivel de agresión. Profesionalmente, las relaciones en el lugar de trabajo mejoran de manera similar, lo que resulta beneficioso para la carrera de un individuo y su sentido de satisfacción personal. En el plano legal, que una persona asista a todas las sesiones de un programa de control de la ira, obligatorio o no, puede verse como una señal de buena fe. Las personas encarceladas pueden obtener antes la libertad condicional si aprenden buen comportamiento en las clases de control de la ira. Desde un punto de vista emocional, reducir el nivel interno de ira da como resultado una disminución del estrés y, como resultado, un aumento de la felicidad.
Desde un punto de vista médico, las enfermedades físicas también mejoran gracias a cambios emocionales y de comportamiento positivos. El estilo de manejo de la ira y el nivel general de ira se han ligado a la sensibilidad al dolor, tanto agudo como crónico (cuanto peor se maneja la ira, más dolor se sufre).La presión arterial es otro aspecto fisiológico afectado por la iraː cuanto más enfado, mayor hipertensión,con el mayor riesgo de enfermedad cardiovascular que esto implica. También se ha observado un aumento de la eficacia del sistema inmunológico como resultado del mayor nivel de relajación. Estos efectos de reducción de la tensión arterial y mejora del sistema inmunológico también se observan cuando una persona estresada baja su nivel de estrés. El manejo exitoso de la ira también podría conducir a una vida más larga debido a la disminución del comportamiento imprudente y los altercados violentos.

## Obstáculos para controlar la ira
Hay una serie de factores que pueden reducir la probabilidad de éxito en la gestión de la ira. Uno de ellos es el nivel de motivación del individuo. Su baja disposición se convierte en un impedimento para la eficacia del tratamiento debido a que el individuo asiste menos a las sesiones de formación y la alianza terapéutica (la que forjan terapeuta y paciente con el objetivo de mejorar) se ve debilitada. La asignación involuntaria a un programa de manejo de la ira, por ejemplo sesiones ordenadas por el tribunal, dará como resultado un nivel promedio de motivación más bajo que si el paciente solicita voluntariamente asistir. En un estudio con reclusos encarcelados, se encontró una correlación entre la disposición y la mejora.
Además, dado el componente de la ira como construcción social, la dificultad de comunicación entre culturas puede convertirse en otro impedimento. Lo que se considera una expresión apropiada o inapropiada de ira depende de la cultura. Por lo tanto, una falta de coincidencia cultural entre cliente y terapeuta podría dar lugar a un malentendido sobre el objetivo final del programa. Por ejemplo, un paciente podría desear disminuir solamente la violencia física en sus arrebatos, mientras que el terapeuta querría reducir también la violencia verbal (abuso verbal). 
Las expectativas sobre hombres y mujeres en cuanto a la expresión de su ira también se forman socialmente. El mismo arrebato violento para un hombre y una mujer está sujeto a diferentes interpretaciones debido a que la ira se considera más permisible en los hombres.
El coste de participar en un programa de control de la ira también podría ser un obstáculo importante si la persona no dispone de seguro médico, aunque puede haber programas gratuitos o subvencionados. El tiempo necesario para asistir depende del programa. Son comunes las sesiones semanales de una hora con ocho a 12 sesiones por programa, pero también existe una única variedad de sesiones intensivas de todo el día. El costo monetario puede situarse entre los 90 y 120 dólares norteamericanos por sesión para terapia general, o tarifas mucho más altas para formación especializada. La disponibilidad de programas de manejo de la ira a nivel local puede ser problemática para áreas más aisladas, generando un costo adicional de viaje. Sin embargo, las opciones en línea (a través del ordenador o el teléfono móvil inteligente) pueden seguir la misma estructura que una intervención en persona con resultados similares.